# Aleurodothrips fasciapennis
Aleurodothrips fasciapennis är en insektsart som först beskrevs av Franklin 1908.  Aleurodothrips fasciapennis ingår i släktet Aleurodothrips och familjen rörtripsar. Inga underarter finns listade i Catalogue of Life.